# Trichopezizella
Trichopezizella är ett släkte av svampar som beskrevs av Richard William George Dennis och Ain (G.) Raitviir. Trichopezizella ingår i familjen Hyaloscyphaceae, ordningen disksvampar, klassen Leotiomycetes, divisionen sporsäcksvampar och riket svampar.
Släktet innehåller bara arten Trichopezizella badiella.